# Storhusfallet, Nyköping

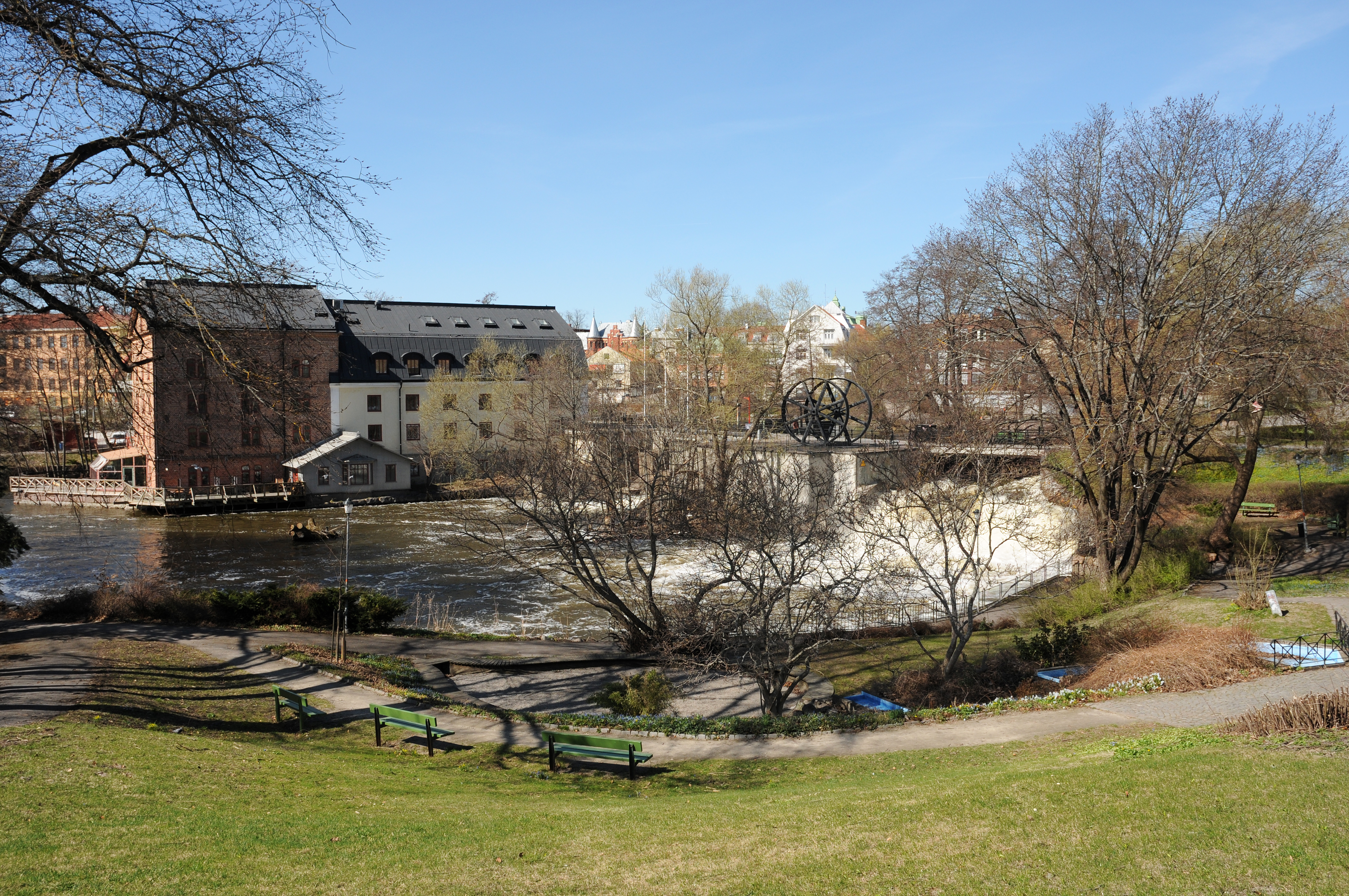
Storhusfallet

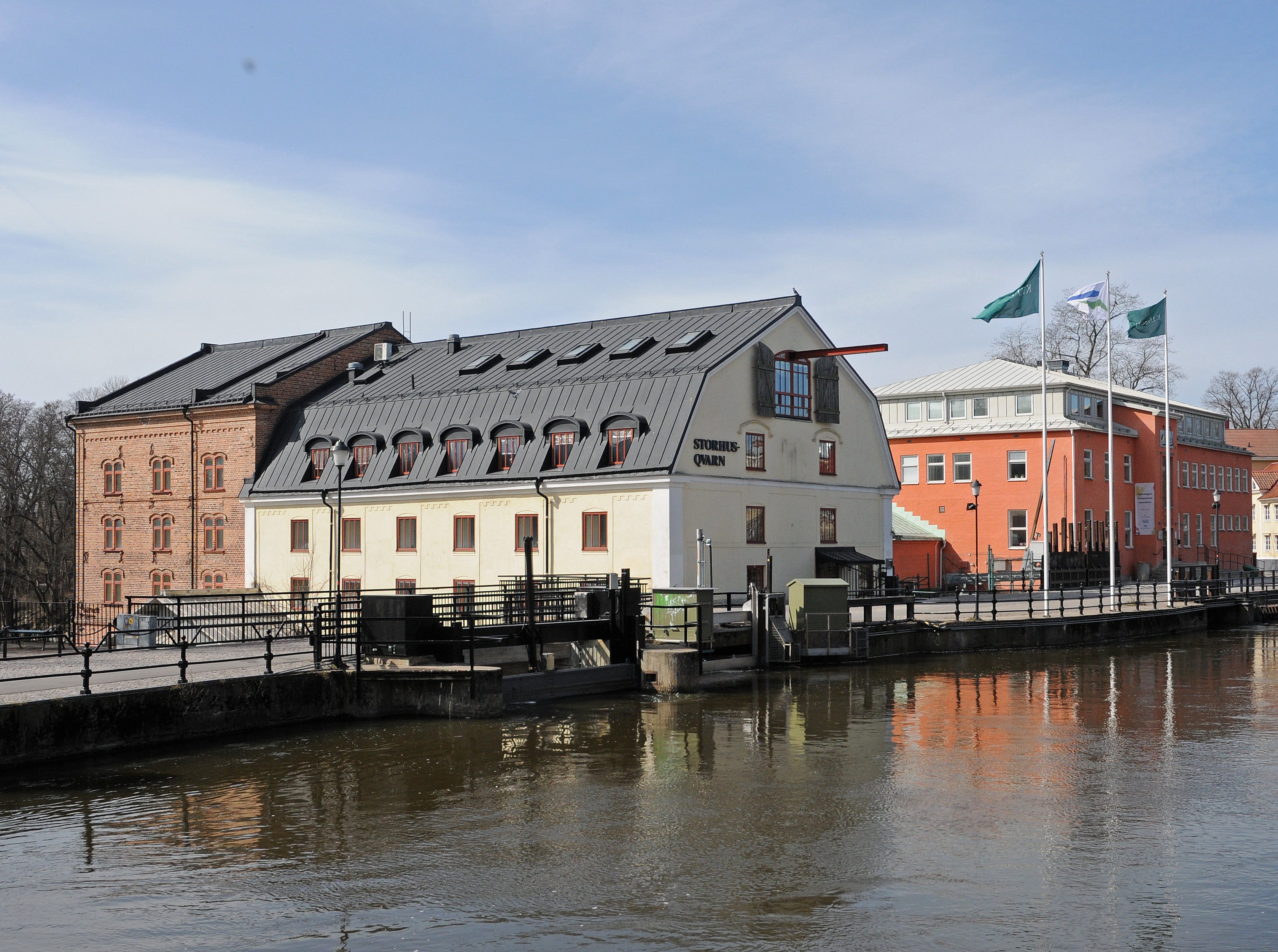
Storhusqvarn

Storhusfallet är ett vattenfall i Nyköpingsån i Nyköping. Fallet är mer än fyra meter högt och har utnyttjats som kraftkälla sedan medeltiden till kvarnar, stångjärnshammare och valsverk.
Kvarndriften vid Storhuskvarn började på 1400-talet och pågick till 1971 då byggnaden restaureras till ett företagshus med restaurang.
1898 anlades ett elverk, som efter en ombyggnad i början av 1930-talet fortfarande är i drift.